# St. Pankraz (Reinprechtspölla)

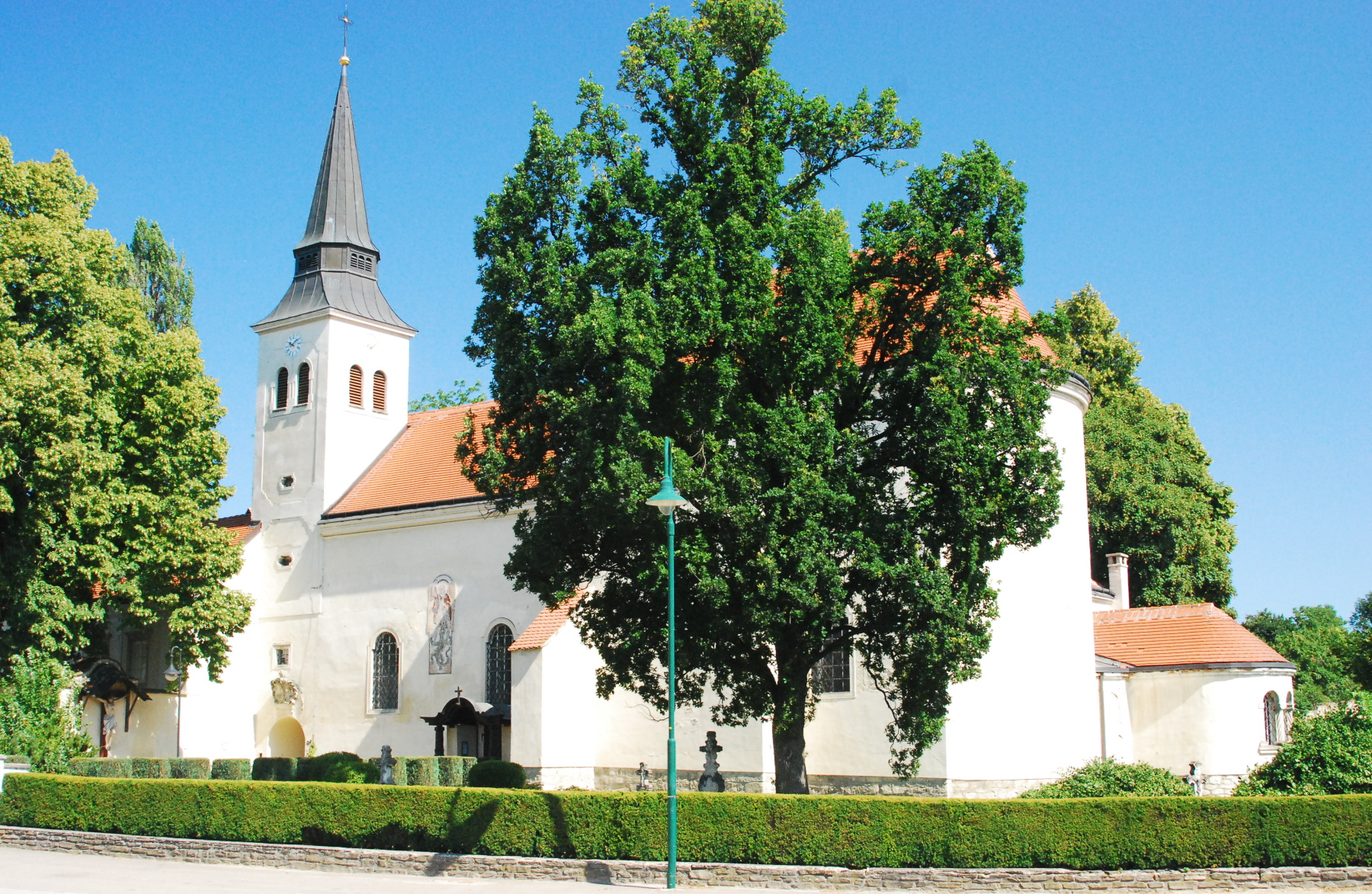
Pfarrkirche St. Pankraz in Reinprechtspölla

Die römisch-katholische Pfarrkirche St. Pankraz im niederösterreichischen Ort Reinprechtspölla ist ein barockisierter Bau mit romanischem Kern im Dekanat Horn. Die Anlage ist von einem barocken Friedhof umgeben und steht wie der angrenzende Pfarrhof unter Denkmalschutz (Listeneintrag).

## Geschichte

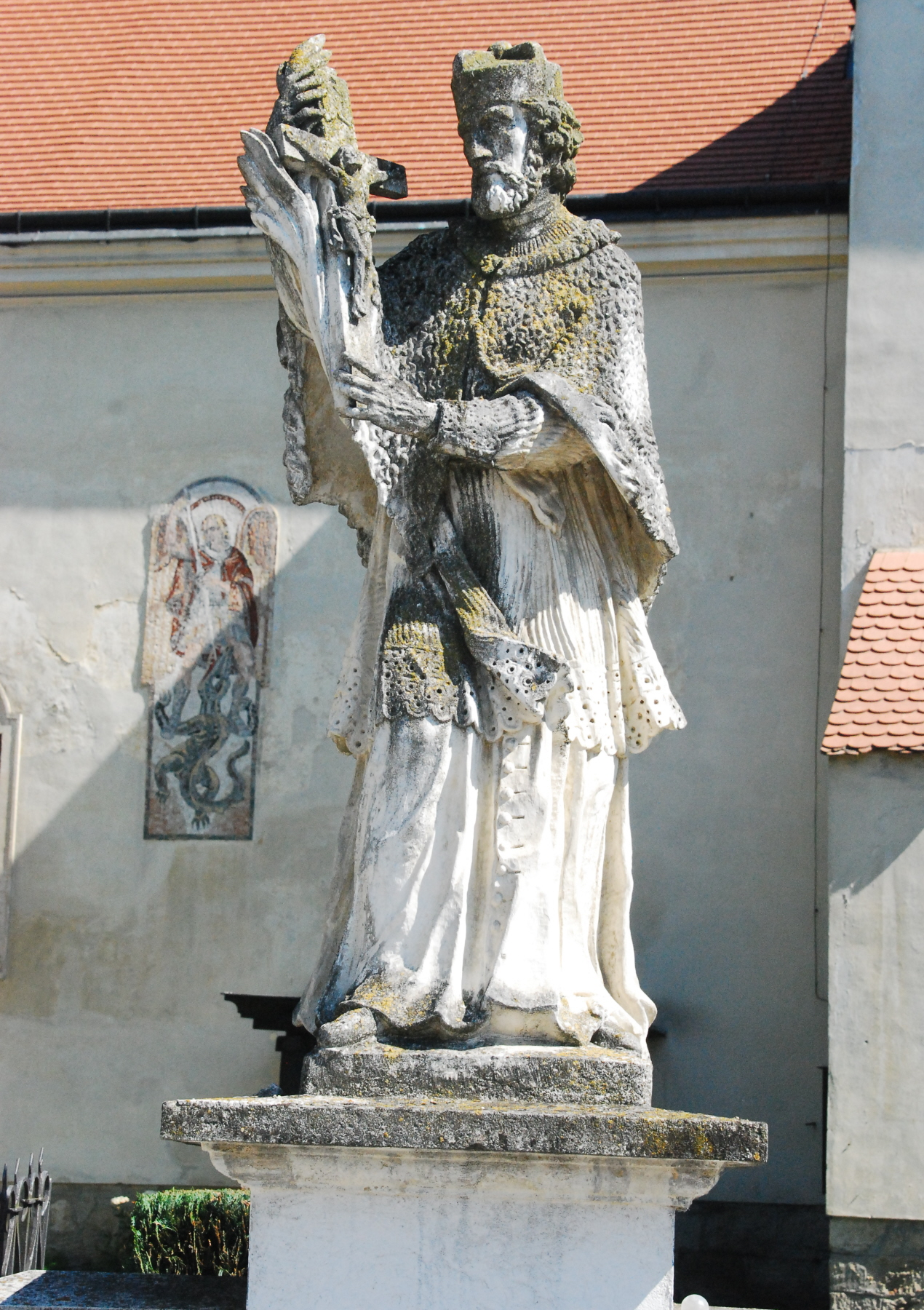
Nepomukstatue am Friedhof

Die Pfarre Reinprechtspölla bestand schon vor 1213 und war ursprünglich dem Chorherrenstift Klosterneuburg inkorporiert. Das Langhaus des angeblich aus einer ehemaligen Schlosskapelle hervorgegangenen Kirchenbaus wurde 1706 barockisiert und nach Plänen von Donato Felice d’Allio unter der Leitung des Baumeisters Leopold Wißgrill zwischen 1735 und 1737 um ein  Querschiff und einen Chor mit nördlicher Sakristei erweitert. Steinmetzarbeiten lieferten die Meister Gabriel Steinböck und Johann Caspar Högl. Turm, Kirche und Pfarrhof wurden 1756 umgebaut und 1853 renoviert. 1910 wurde das Langhaus erhöht und eingewölbt. Der Architekt Robert Kramreiter errichtete 1937 die nördlich des Hauptgebäudes gelegene Taufkapelle.

## Äußeres

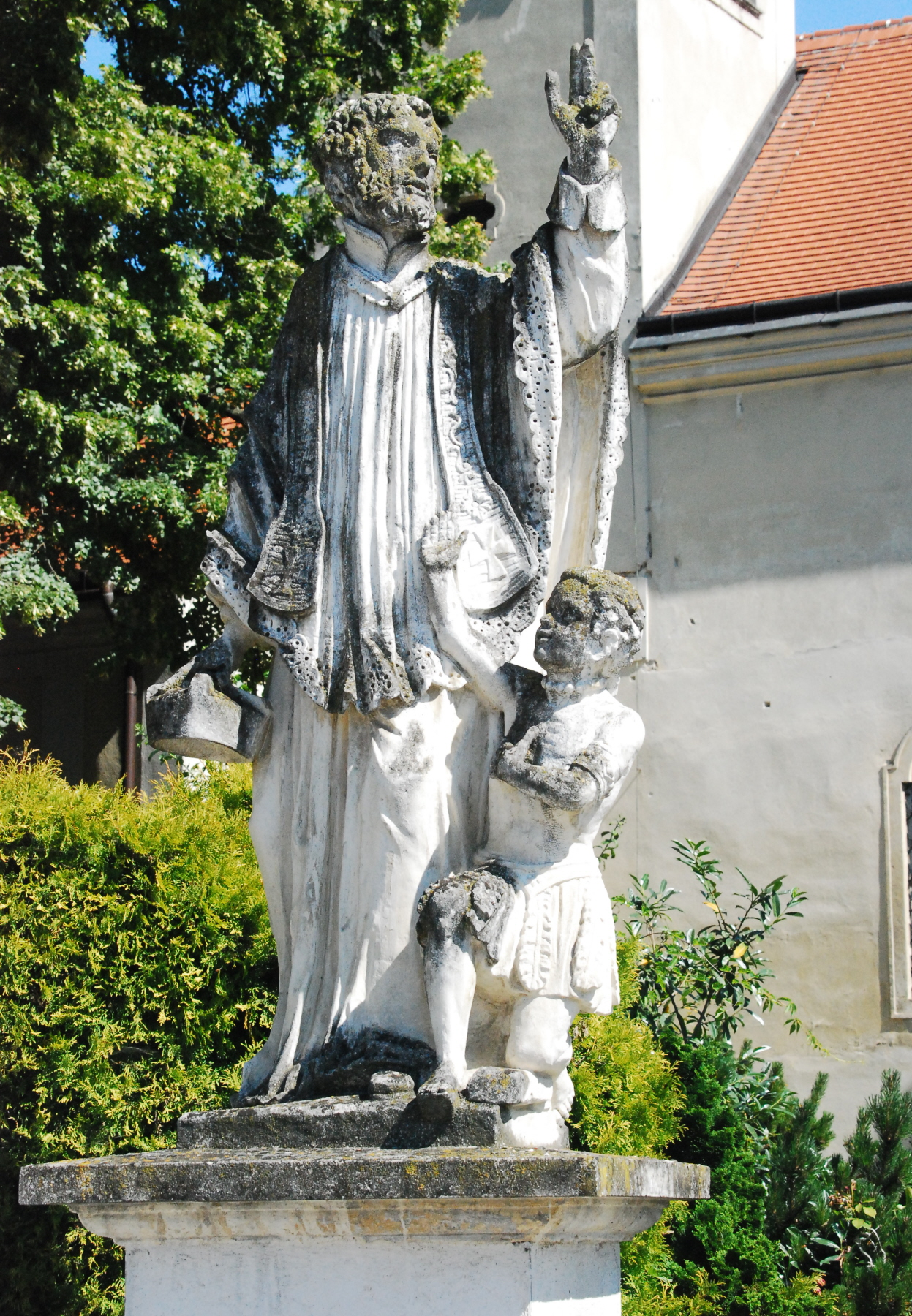
Franz-Xaver-Statue am Friedhof

Die Anlage ist von Süden her durch ein gequadertes Rundbogenportal aus der Zeit um 1600 zugänglich. Dieses verfügt über Prellsteine und einen hohen Keilstein, Kettenschlitze und eine vermauerte Gehtür. Aus dem 18. Jahrhundert stammt eine aufgesetzte barocke Giebelnische mit seitlichen Voluten, Vasen und einer Figur Maria Immaculata.
Die nördliche und südliche Außenfront hat hohe, eingezogene Rundbogenfenster mit Klostergittern und der Chor Halbkreisfenster. Südseitig befindet sich ein Steingewändeportal, dessen Türblätter mit figürlichen Reliefs des Bildhauers Hermann Musger aus dem Jahr 1959 dekoriert sind. Das Querhaus ist im Westen durch zwei Streben vom Anfang des 20. Jahrhunderts abgestützt. Über einer tonnengewölbten Durchfahrt erhebt sich ein Turm von 1756, der im Untergeschoß als Vorhalle zum Westportal dient. Sein dreigeschoßiger Aufbau mit Putzfeldgliederung, Kartuschenfenstern und gekuppelten rundbogigen Schallfenstern ist von einem steilen Spitzhelm von 1910 bekrönt. Über dem Rundbogen der Einfahrt ist eine Kartusche mit einem Wappen Klosterneuburgs zu sehen, die hinweisend auf Propst Berthold, mit „B.P.Z. 1756“ bezeichnet ist.
Die Sakristei verfügt über Fenster mit profilierten Steingewänden. Sie hat ein Zeltdach. Die Taufkapelle hat neoromanisch gekuppelte Fenster mit gedrehten Säulen und Korbkapitellen.

## Inneres

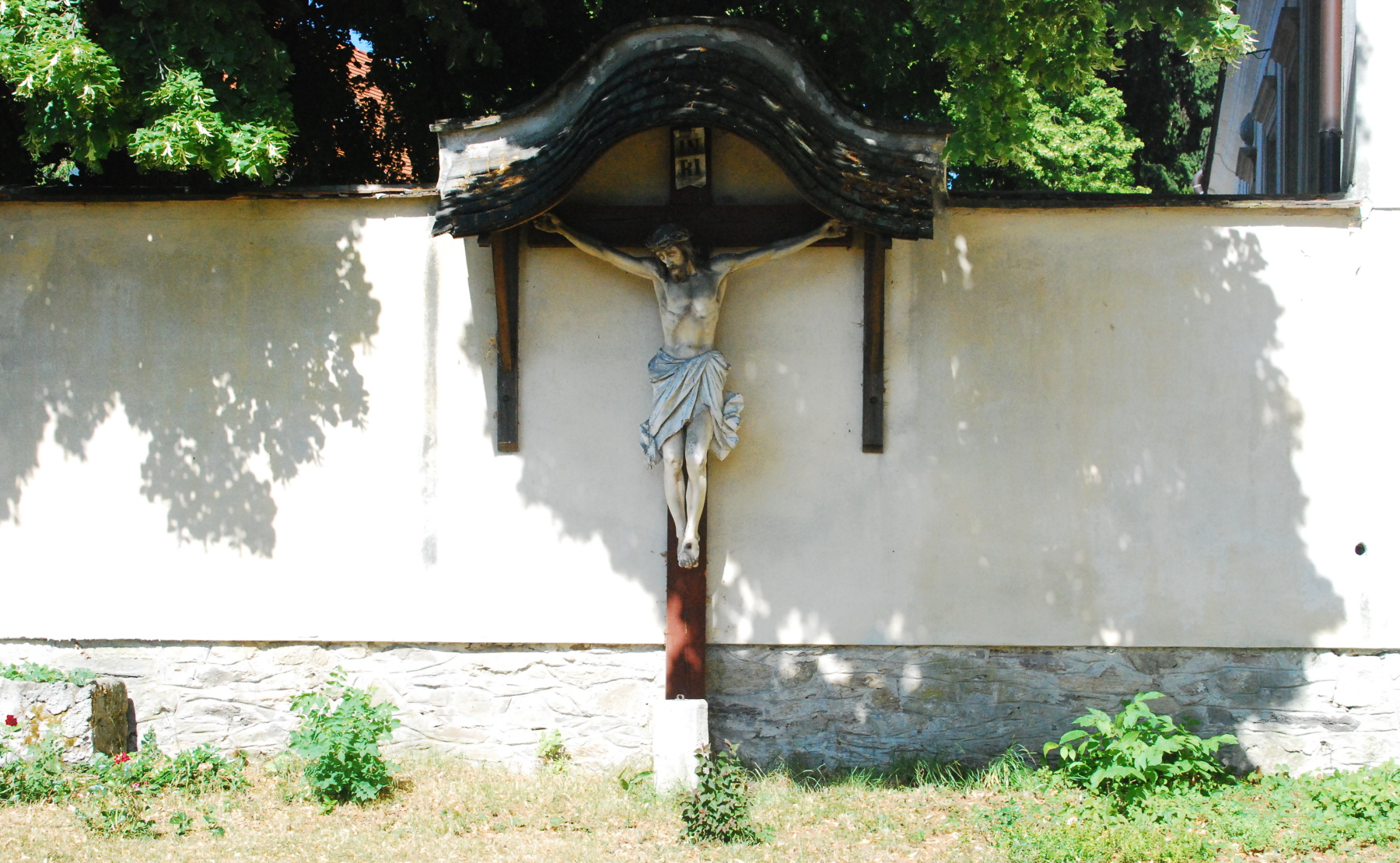
Kruzifix vor der Kirche

Das einschiffige und zweijochige Langhaus mit einer Doppelpilastergliederung aus der Zeit um 1706 hat anstelle der ehemaligen Flachdecke eine Stichkappentonne über Doppelgurten und umlaufendem Gesims von 1910. Chor und Querschiffraum verfügen über Stichkappentonnen auf Pilastern und umlaufendem, profiliertem Gebälk aus der Zeit um 1735. Auf einer breiten eingezogenen Tonne mit seitlichen Stichkappen ruht die Westempore. Oberhalb der Sakristei liegt ein von einer Freitreppe zugängliches Oratorium mit steingerahmten, profilierten Fenstern mit Schabrackensohlbank. Der Keilstein trägt eine bekrönende Wappenkartusche. Der Keilstein des mit Ranken- und Rosettenbesatz und Flammenvasen ausgestatteten Sakristeiportals aus der Zeit um 1700 ist mit „J. K. P. C.“ bezeichnet. Im Chor befinden sich Gewölbemalereien mit einer Darstellung des Abendmahls und der drei göttlichen Tugenden, die vermutlich von Karl Wallenberger um 1735 angefertigt, aber 1908 stark übermalt wurden.

## Einrichtung

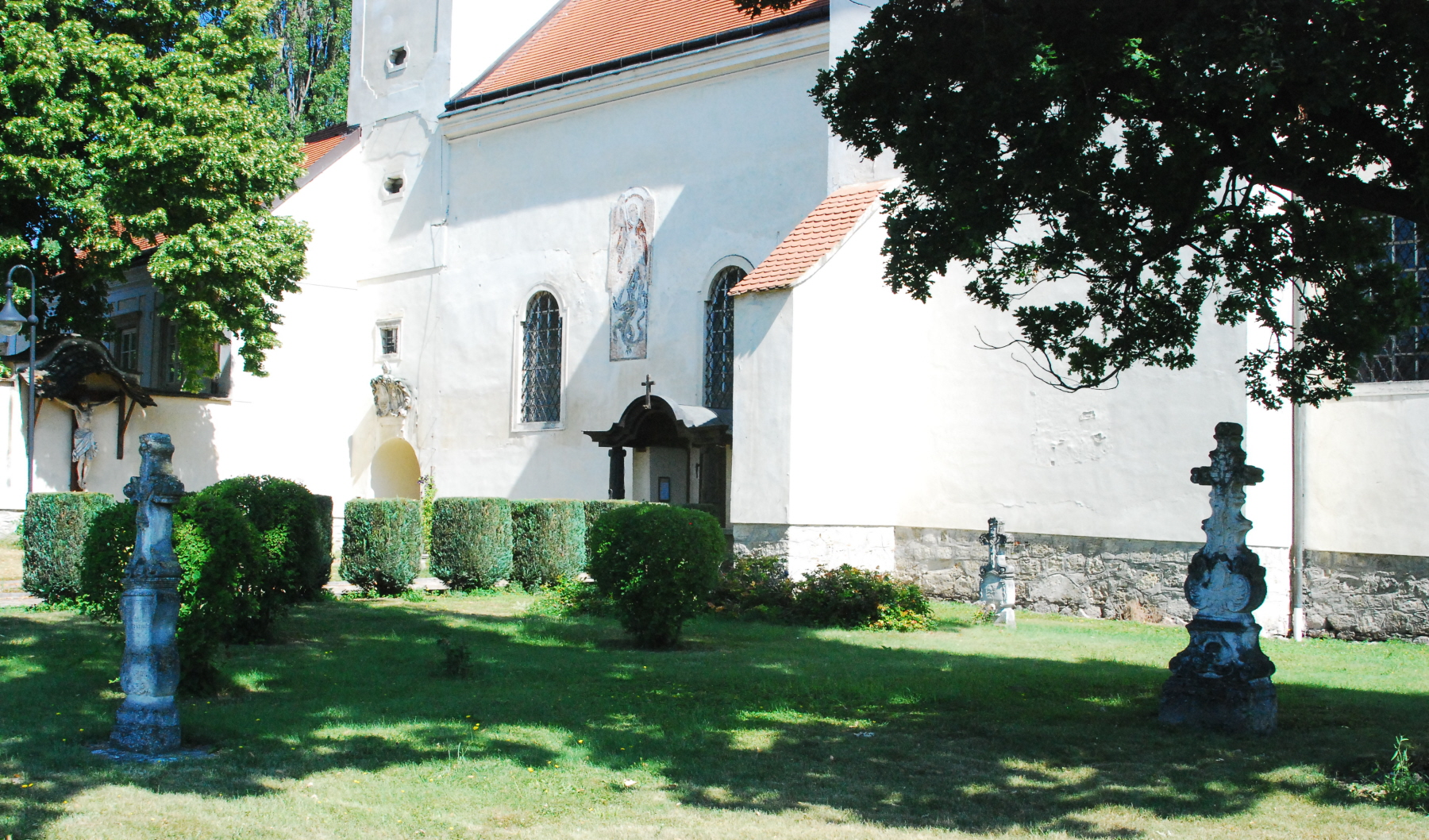
Friedhof

Der Hochaltar wurde in der Mitte des 18. Jahrhunderts angefertigt und 1937 renoviert. Sein barocker Wandaufbau mit flankierenden korinthischen Säulen und Pilastern ist der Apsis angepasst. Vom Gebälk schaut in einem Kartuschenaufsatz aus einer Glorie das Christusmonogramm „IHS“ herab. Das um 1873 restaurierte Altarbild stellt die Himmelfahrt des hl. Pankraz dar. Im unteren Bereich sind das Martyrium des Heiligen und eine Vedute der Kirche zu sehen. Das Altarbild wird flankiert von Engelfiguren und von Figuren der Heiligen Leopold und Florian aus dem dritten Viertel des 18. Jahrhunderts. Ein früheres Altarbild des hl. Augustinus aus der zweiten Hälfte des 17. Jahrhunderts befindet sich heute an der Nordwand des Chors. Der Seitenaltar verfügt über einen von Engeln flankierten Rokokotabernakel aus der Zeit um 1735 und ein Bildnis der heiligen Sippe aus der zweiten Hälfte des 17. Jahrhunderts. Die Kanzel mit Stuckmarmor stammt aus dem zweiten Viertel des 18. Jahrhunderts und hat auf dem Schalldeckel eine Figur Guter Hirte. Im Chor und im Langhaus befinden sich Konsolen (eine davon ist bezeichnet mit „Johannes Schmalbeck und Anna Maria 1683“) mit Figuren der Maria Immaculata und der Heiligen Paulus (?), Barbara, Theresa, Johannes Nepomuk und Antonius von Padua. Weitere Figuren der Heiligen Sebastian und Rochus befinden sich in Verwahrung.
Zur weiteren Ausstattung zählen eine Holzpietà aus der Mitte des 20. Jahrhunderts, die Marter der hl. Katharina auf drei Reliefs aus der zweiten Hälfte des 18. Jahrhunderts, Kreuzwegbilder aus der Zeit um 1900, ein Rokokograbstein des Bernardus Webersinck von 1754 sowie ein Taufstein mit Inschrift aus dem 16. Jahrhundert. In der Sakristei befindet sich eine Figurengruppe Maria mit Jesus und Johannes des Bildhauers J. Rada aus dem Jahr 1952.
Die Orgel wurde 1969 angefertigt und ersetzt die von 1897.

## Ehemaliger Friedhof

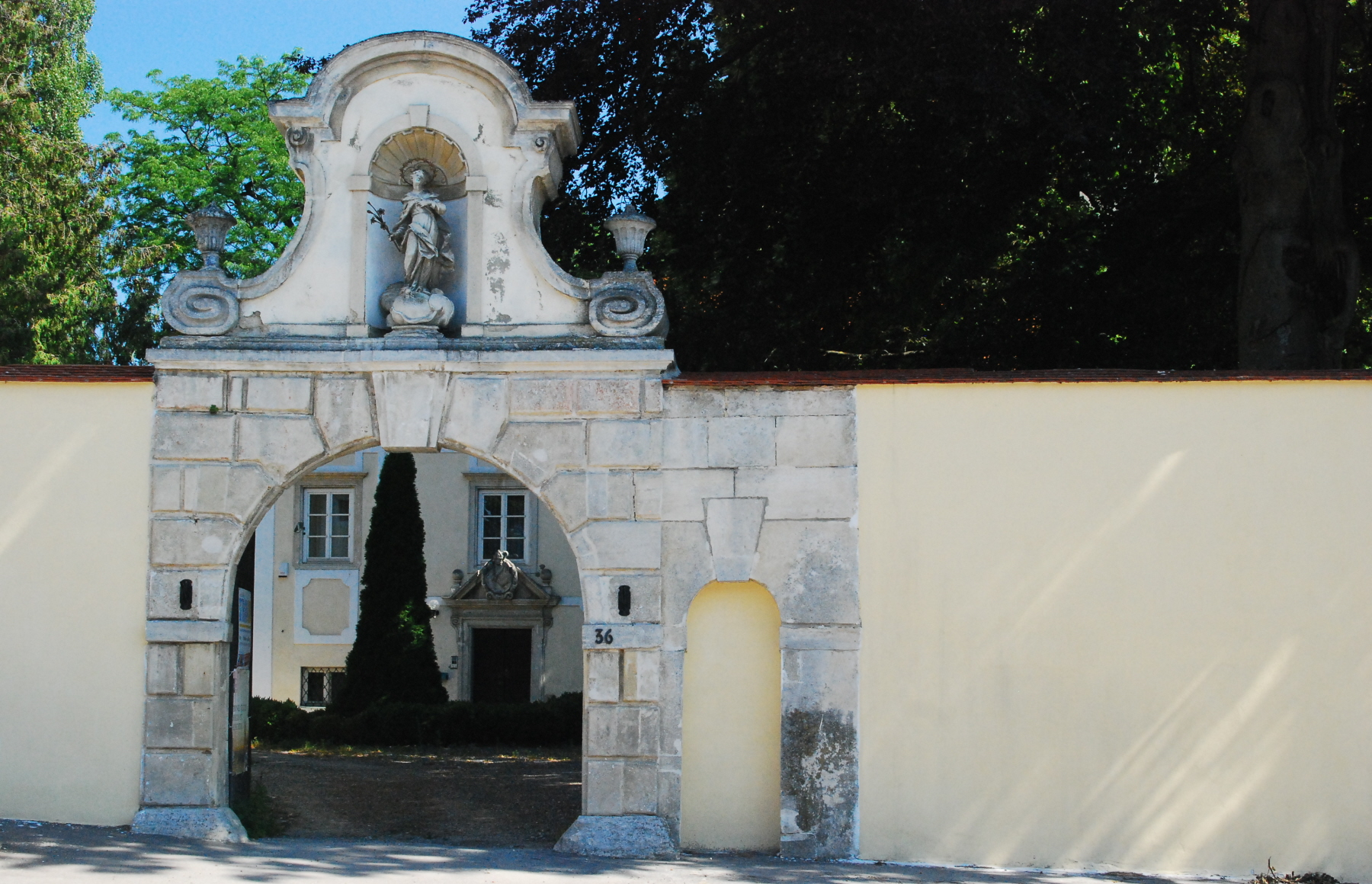
Portal

Die zum Teil reliefierten Grabsteine am ehemaligen Friedhof sind unter anderem bezeichnet mit „1722“, „1761“ und „1772“. Aus der Zeit um 1700 stammt ein Schmiedeeisenkreuz, das auf einem Steinsockel ruht. Ein weiteres Friedhofskreuz aus Holz stammt vom Ende des 19. Jahrhunderts. Am Friedhofsportal sind überlebensgroße Figuren der hll. Johannes Nepomuk und Franz Xaver aus der Mitte des 18. Jahrhunderts zu sehen. An der Pfarrhofsmauer ist ein Grabstein von 1638 eingemauert.

## Pfarrhof
Direkt an die Kirche grenzend liegt der schlossartige Pfarrhof, der 1756 durch Leopold Wißgrill barockisiert wurde. In seinem parkähnlichen Garten befinden sich mehrere bemerkenswerte Architekturteile und Skulpturen.